# Angelique Rockas
Angelique Rockas, née le 31 août 1951, est une actrice, productrice et militante britannique originaire d'Afrique du Sud. Elle fonde notamment l'Internationalist Theatre au Royaume-Uni avec le mécène Athol Fugard. Le théâtre présente des acteurs multiraciaux dans des pièces classiques, brisant les barrières raciales autrefois des normes acceptées pour les représentations théâtrales.

## Jeunesse
Angelique Rockas nait et grandit à Boksburg, en Afrique du Sud, de parents grecs qui avaient émigré dans l'espoir de trouver une vie meilleure. Elle a trois frères et sœurs, et vit selon les traditions chrétiennes orthodoxes grecques. Elle fait ses premières études à l'école catholique St Dominic pour filles de Boksburg, puis obtient un baccalauréat spécialisé en littérature anglaise avec une majeure en philosophie à l'université du Witwatersrand à Johannesbourg. Après avoir obtenu son diplôme, Rockas suit un cours de théâtre à la Drama School de l'université du Cap sous la direction de Robert Mohr,.
Jeune militante, Rockas apparaît en première page du The Star de juin 1970 avec un groupe de débutantes collectant des fonds pour la Saheti School, une école grecque située à Germiston. Elle participe également à une célébration de la Guerre d'indépendance grecque en poésie le 25 mars avec George Bizos. Bizos la surnommée "l'enfant terrible" pour sa résistance au statu quo, et devient son modèle menant à sa fondation du Théâtre Internationaliste.
Ses activités en tant que militante anti-apartheid et féministe dans une Afrique du Sud extrêmement conservatrice motivement finalement son déménagement au Royaume-Uni. Alors qu'elle résidae dans le nord de Londres, elle travaille pour Theatro Technis, une compagnie de théâtre chypriote grecque qui se concentre sur les problèmes sociopolitiques affectant les Chypriotes grecs, et contribue aussi à promouvoir les tragédies et comédies grecques auprès du public londonien.

## Carrière

### Théâtre

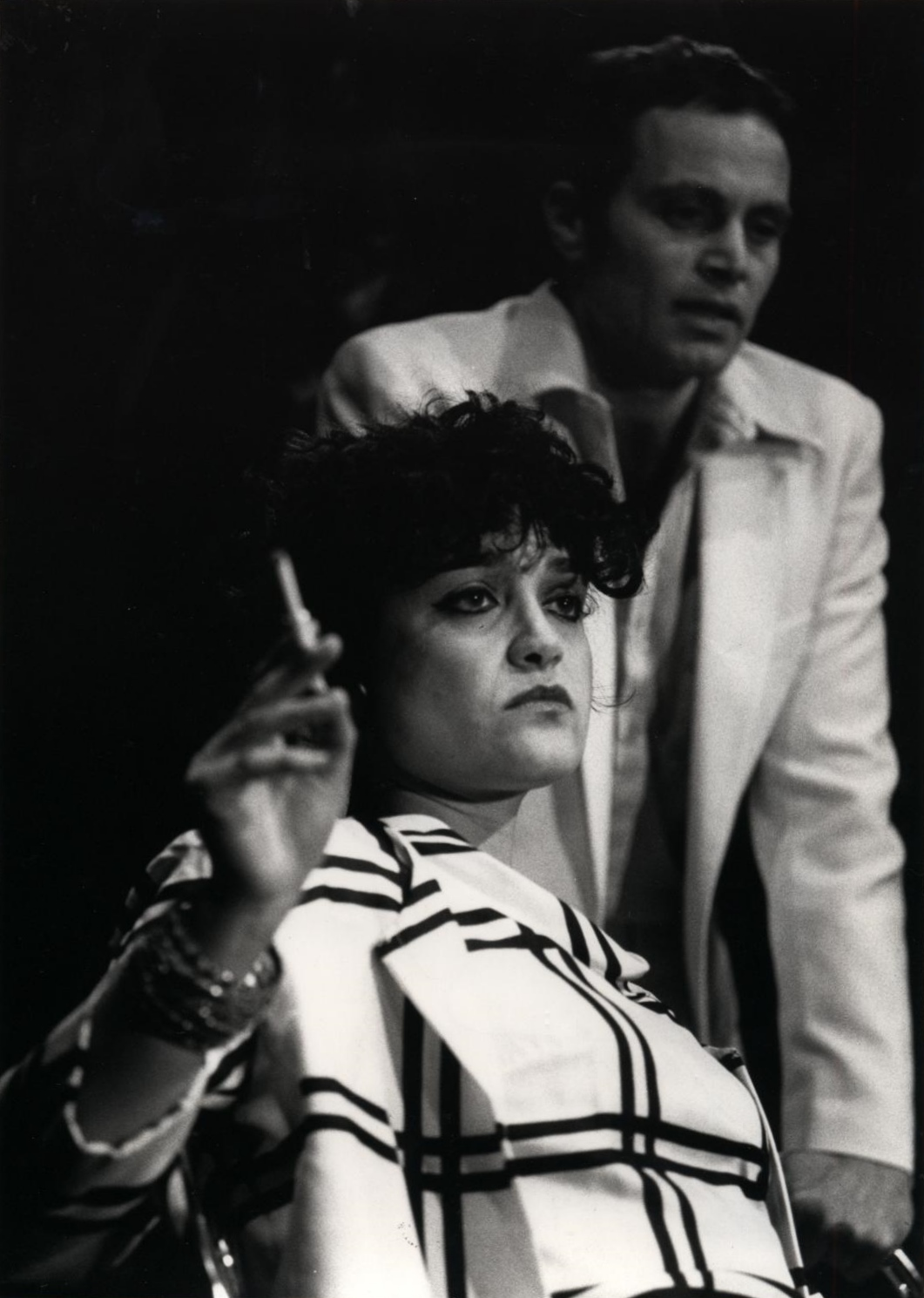
Rockas comme Miriam, dans In the Bar of a Tokyo Hotel.

À Londres, Rockas commence à jouer sous la direction de George Eugeniou au Theatro Technis où elle participe à des productions classiques grecques.
Rockas joue Io dans une production de Prométhée enchaîné, et sous le nom d'Angeliki dans des productions bilingues (grec/anglais). Les pièces comprennent Dowry with Two White Doves, Afrodite Unbound, A Revolutionary Nicknamed Roosevelt, ou Ethnikos Aravonas,,. En 1982, elle tient le rôle principal dans la pièce de théâtre Médée d' Euripide, mise en scène par George Eugeniou au Theatro Technis (Communauté chypriote de Londres).
Rockas interprète Lady Macbeth dans Macbeth de Shakespeare au Tramshed Woolwich,.
En novembre 1980, Rockas monte la performance de Dommage qu'elle soit une putain de John Ford dans laquelle elle joue le rôle principal d'Annabella. Elle finance la production elle-même et engage Declan Donnellan, alors inconnu, pour diriger la pièce qui sera jouée au Half Moon Theatre and Theatre Space de Londres. La production est conçue par Nick Ormerod.

### Cinéma et télévision
Au cinéma, Rockas apparaît dans des rôles secondaires comme dans Outland de Peter Hyams, The Witches de Nicolas Roeg et dans Oh Babylone de Costas Ferris,.
En Grèce, elle joue le rôle principal, Mme Ortiki dans la série télévisée Emmones Idees de Thodoros Maragos, avec Vangelis Mourikis dans le rôle de Socratis.

### Internationalist Theatre

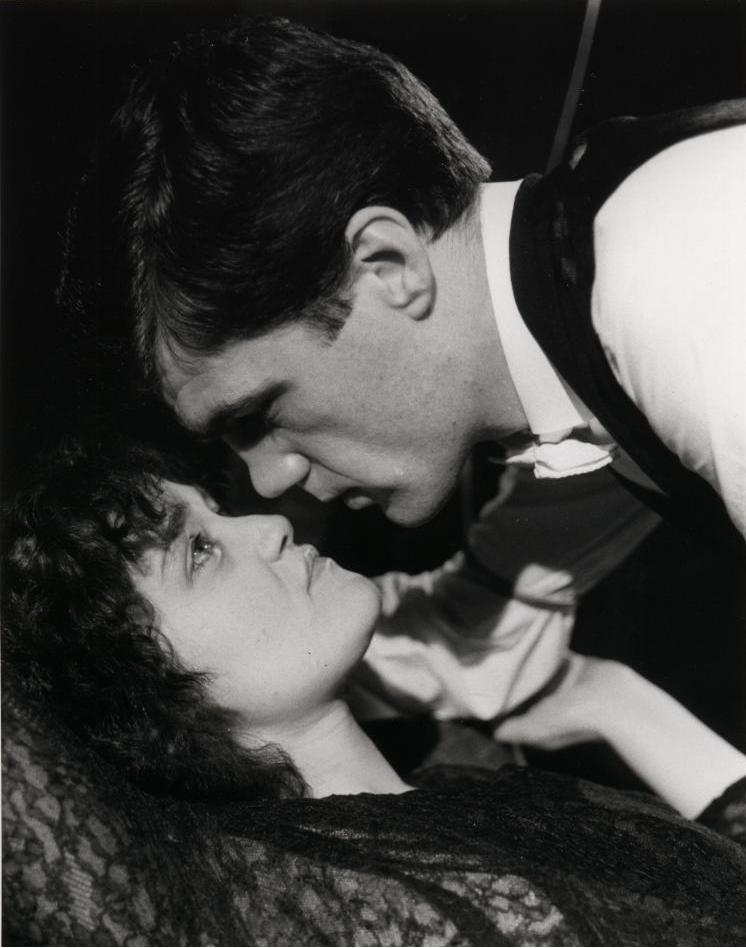
Angelique Rockas comme Miss Julie et Garry Cooper comme Jean dans Mademoiselle Julie de Strindberg, représenté à l'Internationalist Theatre.

En avril 1981, Rockas fonde l'Internationalist Theatre pour créer une compagnie de théâtre multiraciale et multinationale pour les acteurs vivant à Londres de toute origine raciale ou nationale, de tout accent, interprétant des classiques du théâtre ainsi que des œuvres contemporaines non spécialement écrites pour multi-castes raciales et multinationales,. Il est annoncé pour la première fois le 9 avril 1981 dans le Theatre News, par le rédacteur en chef de The Stage, décrivant la formation de la compagnie comme une "affirmation de politique dramatique multiraciale", notamment avec leur reprise de Le Balcon de Jean Genet.
L'Internationalist Theatre met en scène des productions de dramaturges, dont Luigi Pirandello, Jean Genet et Tennessee Williams.